# Gare de Nogaro
La gare de Nogaro est une gare ferroviaire française de la ligne de Port-Sainte-Marie à Riscle, située sur le territoire de la commune de Nogaro, dans le département du Gers, en région Occitanie.
Elle est mise en service en 1893 par la Compagnie des chemins de fer du Midi et du Canal latéral à la Garonne.

## Situation ferroviaire
Établie à 97 mètres d'altitude, la gare de Nogaro est située au point kilométrique (PK) 209,483 de la ligne de Port-Sainte-Marie à Riscle, entre les gares de Manciet et de Sorbets.

## Service des voyageurs
Gare fermée située sur une section de ligne non-déclassée, mais sans circulation autre que le vélorail de l'Armagnac. Ce dernier a été utilisé par environ 10 000 personnes en 2016.

## Service des marchandises
Des trains de fret desservait la gare jusque dans les années 2000.